# Wildpoldsried
Wildpoldsried és un municipi de l'estat de Baviera a Alemanya. El 2020 tenia 2543 habitants. El municipi és internacionalment conegut com a «poble d'energia» (alemany: Energiedorf). El 2019 va produir, sense comptar l'autoconsum, 49.343 megawatts/h i va consumir-ne només 5.983 MW.

## Poble d'energia sostenible
El projecte, batejat WIR, va començar el 1999 amb l'ànim de convertir el poble cap i atènyer la sostenibilitat ecològica completa. Té tres eixos principals: energia renovable, màxim ús de la fusta com a material de construcció i protecció de les aigües de superfície i aqüífers.
Amb els anys, es va realitzar una mescla d'energia solar (fotovoltaica i tèrmica), aerogeneradors, calefacció urbana amb biomassa, geotèrmica, energia hidràulica i biogàs. El 2012 ja hi havia sis aerogeneradors, construïts per un consorci de veïns.
A més de la producció d'energia, també va caldre adaptar la xarxa de distribució, que tradicionalment era concebuda de manera radial a partir d'uns pocs productors grossos i ara ha d'integrar una multitud de productors descentralitzats.
El 2014 i 2018 va rebre el premi ‘municipi d'or’ de l'European Energy Award. A l'entrega dels premis el ministre bavarès del Medi Ambient Marcel Huber va dir: «Mentre que a escala internacional es pensa i es parla, a escala local la gent actua. Els municipis petits mostren al gran món com s'ha de fer. Wildpoldsried és, amb raó, el municipi amb més èxit d'Europa».

## Història
Wildpoldsried va ser esmentat per primera vegada el 1392. Abans del 1800 va ser la seu d'una cort superior i inferior de l'abadia de Kempten. A la secularització del 1803 va ser integrat en el regne de Baviera. El municipi actual va néixer amb la reforma administrativa dels municipis del 1818.